# Ministère de la Santé publique (république démocratique du Congo)
Pour l’article homonyme, voir Ministère de la Santé publique.
Le ministère de la Santé publique est un ministère de la république démocratique du Congo chargé de l'organisation, de la création et du contrôle des services publics médicaux et pharmaceutiques. Samuel Roger Kamba Mulamba est l'actuel ministre de la Santé depuis mars 2023.

## Historique
Le système de santé publique congolais est inspiré du système de santé colonial belge. Le ministère est en grande partie une organisation de politique et de surveillance, avec des fonctions opérationnelles incarnées par un certain nombre d'organisations ministérielles subordonnées, notamment l'Institut de médecine tropicale, l'Institut national de recherche biomédicale et l'École de santé publique de Kinshasa. Cette dernière forme des médecins en santé publique, du personnel de l'infrastructure de santé publique composée de zones de santé, y compris les médecins de zone de santé qui fournissent à la fois des services de santé publique et une dotation partielle des hôpitaux de district. 

## Attributions
- L'organisation de l’enseignement technique médical du niveau secondaire;
- L'agrément et le contrôle technique des établissements privés médico-sanitaires, pharmaceutiques, laboratoires et d’enseignement médical technique;
- L'hygiène et la santé publiques;
- L'inspection et la prévention sanitaires et médicales, et les actions médicales humanitaires;
- La police sanitaire aux frontières (quarantaine humaine internationale);
- L'organisation, la réglementation et la promotion de la médecine traditionnelle, y compris le domaine des plantes médicinales;
- L'organisation du système de santé;
- La gestion du personnel mis à sa disposition;
- L'élaboration du programme de formation du personnel de santé, en collaboration avec le Ministère de l'Enseignement supérieur ; l'élaboration de normes de salubrité du milieu humain, en collaboration avec le Ministère de l'Environnement;
- L'élaboration des normes relatives à la santé;
- L'analyse et le contrôle des aliments, des médicaments et des produits phytosanitaires;
- La collaboration avec l’ordre des médecins, l’ordre des pharmaciens et les autres associations de professionnels de santé pour l’assainissement du milieu médical;
- Le contrôle des produits cosmétiques et d’hygiène corporelle.

## Organisation
Le Ministère de la Santé publique compte un effectif total de 51 703 personnels qui sont repartis comme suit:
- Secrétariat général (49 837 personnels);
  1. Direction des Ressources Humaines;
  2. Direction général d’organisations et gestion des services et des soins de santé
  3. Direction des Établissements Médico-sanitaires;
  4. Direction des Pharmacies, Médicaments et Médecine Traditionnelle;
  5. Direction de la Lutte contre la Maladie;
  6. Direction du Développement des Soins de Santé Primaires;
  7. Direction de l'Enseignement des Sciences de Santé;
  8. Direction de l'Étude et de la Planification;
  9. Direction des Laboratoires de Santé;
  10. Direction de l'Hygiène;
  11. Direction de la Santé de la Famille et des Groupes Spécifiques;
  12. Direction de la Formation Continue;
  13. Direction de la Gestion du Partenariat;
  14. Direction de l’Équipement et Matériel médico-sanitaire.
- Fonds Médical de Coordination (362 personnels)
- Laboratoire Pharmaceutique de Kinshasa (7 personnels);
- Dépôt central Médico-Pharmaceutique (136 personnels);
- Institut National de recherche Biomédicale (59 personnels);
- Centre Hospitalier Saint Gabriel/Lemba (89 personnels);
- Centre Mère et Enfant Barumbu/ Bumbu (135 personnels);
- Centre de Santé Pilote de Masina (12 personnels)
- Centre de Dépistage de Tuberculose Kabinda/ Kinshasa (2 personnels);
- Centre Hospitalier Christ-santé (51 personnels);
- Centre de Santé Pilote de KITOKIMOSI (34 personnels);
- Centre pour Handicapés Physiques/ Livulu (85 personnels);
- Centre Hospitalier d’État Matadi-Mayo (7 personnels);
- Centre de Santé de Konzo Kibambi (89 personnels);
- Centre de Rééducation des Handicapés Physiques de Kinshasa (17 personnels);
- Forum SIDA (265 personnels);
- Projet de Recherche SIDA (65 personnels);
- Projet National Nutritionnel (7 personnels);
- Hôpital Général de Kinshasa (186 personnels);
- Hôpital Général de Makala (37 personnels);
- Polyclinique Pierrot NKE I (121 personnels);
- Maternité de Kintambo (2 personnels);
- Bureau national de Lutte contre l'Onchocercose (3 personnels);
- Bureau national de la Lèpre (2 personnels);
- Croix rouge du Congo (38 personnels).

Le ministère de la Santé Publique développe 26 Programmes Nationaux (P.N.) qui dépendent des directions ci- dessus citées:
1. P.N. de la Promotion de la Médecine traditionnelle (PNPMT);
2. P.N. d'Approvisionnement en Médicament (PNMAM);
3. P.N. de Lutte contre le Paludisme (PNLP);
4. P. Élargi de Vaccination et de Lutte contre les maladies transmissibles de l'enfance (PEV-LMTE);
5. P.N. de lutte  contre la Lèpre (PNL);
6. P.N. de lutte contre la Trypanosomiase (PNLT);
7. P.N. de lutte contre l'Onchorcercose (PNLO);
8. P.N. de lutte contre la Tuberculose (PNT);
9. P.N. de la Nutrition (PRONANUT);
10. P.N. de lutte contre la Bilharziose, Peste et Parasitoses Intestinales (PNLBPPI);
11. P.N. des Urgences et Catastrophes (PNUC);
12. P.N. de lutte contre la Drépanocytose (PNLDR);
13. P.N. de la Santé Buccodentaire (PNSBD);
14. P.N. de lutte contre le Noma (PNLN);
15. P.N. de lutte contre le VIH/SIDA;
16. P.N. de lutte contre l'Ulcère de Bundi (PNLUB);
17. P.N. de lutte contre Les Maladies Chroniques Non Transmissibles (PNLMCNT);
18. P.N. de lutte contre le diabète (PNLD);
19. P.N. de la Santé Oculaire (PNSO);
20. P.N. d'Hygiène aux Frontières (PNHF);
21. P.N. de Mobilisation Social Polyvalente (PNMSP);
22. P.N. de promotion des mutuelles de Santé (PNPMS);
23. P.N. de lutte contre les Toxicomanies (PNLCT);
24. P.N. de la Santé Mentale (PNSM);
25. P.N. de la Santé de la Reproduction (PNSR) et
26. P.N. de la Santé Scolaire (PNSS)

## Liste des ministres récents
Listes des Ministres de la Santé de la Troisième République, sans inclure le gouvernement de transition : 
| Image | Nom                           | Gouvernement            | Début du mandat  | Fin du mandat    |
| ----- | ----------------------------- | ----------------------- | ---------------- | ---------------- |
|       | Victor Makwenge Kaput         | Gizenga I et Gizenga II | 5 février 2007   | 10 octobre 2008  |
|       | Mopipi Mukulumanya            | Muzito I                | 10 octobre 2008  | 19 février 2010  |
|       | Victor Makwenge Kaput         | Muzito II et Muzito III | 19 février 2010  | 28 avril 2012    |
|       | Félix Kabange                 | Matata I et Matata II   | 28 avril 2012    | 19 décembre 2016 |
|       | Oly Ilunga Kalenga            | Badibanga Tshibala      | 19 décembre 2016 | 30 juillet 2019  |
|       | Pierre Kangudia (par intérim) | Tshibala                | 30 juillet 2019  | 9 septembre 2019 |
|       | Eteni Longondo                | Ilunga                  | 9 septembre 2019 | 28 avril 2021    |
|       | Jean-Jacques Mbungani Mbanda  | Lukonde I               | 28 avril 2021    | 23 mars 2023     |
|       | Samuel Roger Kamba Mulamba    | Lukonde II              | 24 mars 2023     | en cours         |